# Charkiw-Verträge

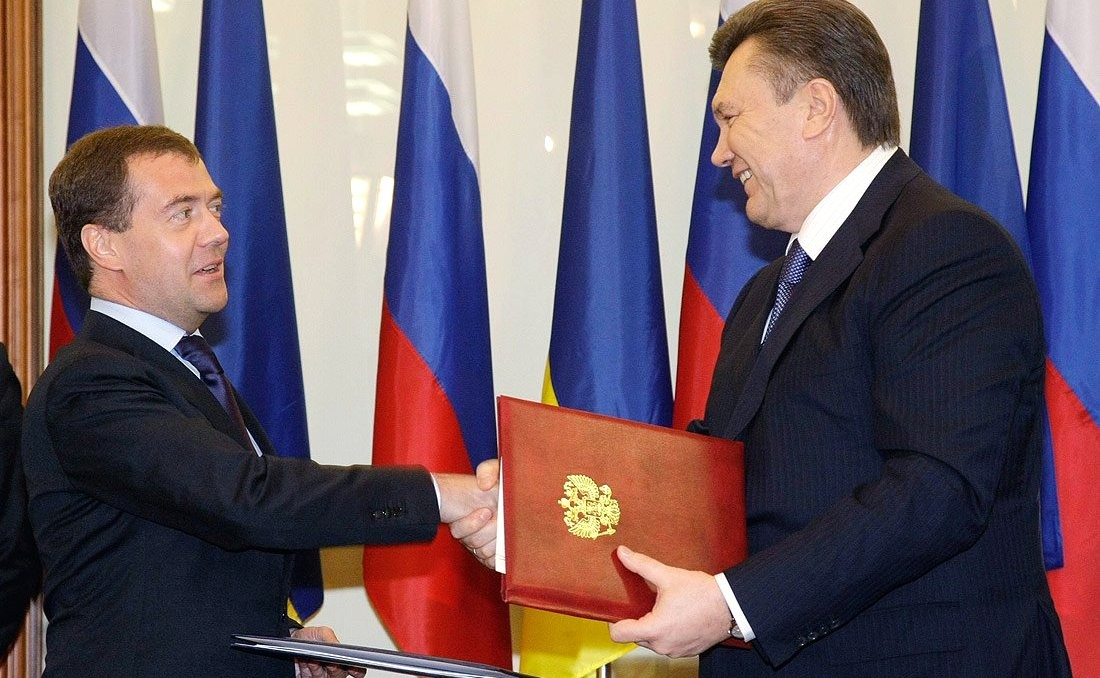
Medwedew und Janukowytsch

Die Charkiw-Verträge (ukrainisch Харківський пакт Charkiwskyj pakt, russisch Харьковские соглашения Charkowskie soglaschenija) zwischen Russland und der Ukraine ergänzten den russisch-ukrainischen Flottenvertrag von 1997.
Das Abkommen wurde am 21. April 2010 von den Staatspräsidenten Dmitri Medwedew und Wiktor Janukowytsch unterzeichnet.
Es ermöglichte eine Verlängerung der Präsenz der russischen Schwarzmeerflotte in Sewastopol bis 2042, mit einer Verlängerungsoption bis 2047. Russland willigte in weiterhin verbilligte Gaslieferungen an die Ukraine ein. 
Der Politberater und ehemalige politische Referent der deutschen Botschaft in der Ukraine, Kyryl Sawin, bezeichnete die Verträge 2010 einen „Doppelschlag gegen die Souveränität der Ukraine“.
Nach der Annexion der Krim 2014 wurden die Vereinbarungen auf Vorschlag von Präsident Putin und Beschluss der Staatsduma durch Russland im März 2014 einseitig aufgehoben.
Im Jahr 2021 informierte die ukrainische Staatsanwaltschaft darüber, dass gegen den ehemaligen Präsidenten Janukowytsch und den ehemaligen Ministerpräsidenten Mykola Asarow wegen ihrer Mitwirkung an den Charkiw-Verträgen Ermittlungen wegen Hochverrats aufgenommen worden sind.